# Olympische Jugend-Winterspiele 2012/Teilnehmer (Kanada)
| Gelbes Symbol für Goldmedaillen mit stilisierten Olympischen Ringen | Graues Symbol für Silbermedaillen mit stilisierten Olympischen Ringen | Braundes Symbol für Bronzemedaillen mit stilisierten Olympischen Ringen |
| ------------------------------------------------------------------- | --------------------------------------------------------------------- | ----------------------------------------------------------------------- |
| 2                                                                   | 1                                                                     | 6                                                                       |

Kanada nahm an den Olympischen Jugend-Winterspielen 2012 in Innsbruck mit 52 Athleten in 12 Sportarten teil.

## Sportarten

### Biathlon
| Athleten                                                             | Wettbewerb                         | Zeit (Schießfehler) | Rang |
| -------------------------------------------------------------------- | ---------------------------------- | ------------------- | ---- |
| Jungen                                                               |                                    |                     |      |
| Stuart Harden                                                        | 7,5 km Sprint                      | 19:51,3 min (0)     | 4    |
| Stuart Harden                                                        | 10 km Verfolgung                   | 30:05,7 min (1)     | 7    |
| Aidan Millar                                                         | 7,5 km Sprint                      | 22:23,1 min (7)     | 43   |
| Aidan Millar                                                         | 10 km Verfolgung                   | 34:16,5 min (5)     | 32   |
| Mädchen                                                              |                                    |                     |      |
| Sarah Beaudry                                                        | 6 km Sprint                        | 19:49,9 min (4)     | 22   |
| Sarah Beaudry                                                        | 7,5 km Verfolgung                  | 31:05,4 min (2)     | 14   |
| Danielle Vrielink                                                    | 6 km Sprint                        | 18:45,9 min (1)     | 9    |
| Danielle Vrielink                                                    | 7,5 km Verfolgung                  | 30:45,9 min (2)     | 11   |
| Gemischt                                                             |                                    |                     |      |
| Sarah Beaudry Danielle Vrielink Aidan Millar Stuart Harden           | Mixed-Staffel                      | 1:17:29,7 h (5+13)  | 9    |
| Danielle Vrielink Maya MacIsaac-Jones Stuart Harden Matthew Saurette | Mixed-Staffel Skilanglauf/Biathlon | 1:08:10,9 h (0+4)   | 13   |

### Bob
| Athleten                      | Wettbewerb | Durchgang 1 | Durchgang 2 | Gesamt      | Gesamt |
| Athleten                      | Wettbewerb | Zeit        | Zeit        | Zeit        | Rang   |
| ----------------------------- | ---------- | ----------- | ----------- | ----------- | ------ |
| Jungen                        |            |             |             |             |        |
| Payton Berezowski Clay Sparks | Zweierbob  | 55,26 s     | 55,28 s     | 1:50,54 min | 9      |
| Mädchen                       |            |             |             |             |        |
| Mercedes Miller Casey Froese  | Zweierbob  | 57,29 s     | 57,29 s     | 1:54,58 min | 7      |

### Curling
| Athleten                                                | Wettbewerb | Gruppenrunde | Gruppenrunde | Viertelfinale | Viertelfinale | Halbfinale | Halbfinale | Spiel um Platz 3 | Spiel um Platz 3 | Spiel um Platz 3 |
| Athleten                                                | Wettbewerb | Siege        | Niederlagen  | Gegner        | Ergebnis      | Gegner     | Ergebnis   | Gegner           | Ergebnis         | Rang             |
| ------------------------------------------------------- | ---------- | ------------ | ------------ | ------------- | ------------- | ---------- | ---------- | ---------------- | ---------------- | ---------------- |
| Gemischt                                                |            |              |              |               |               |            |            |                  |                  |                  |
| Thomas Scoffin, Corryn Brown, Derek Oryniak, Emily Gray | Team       | 5            | 2            | Tschechien    | 7 : 6         | Italien    | 2 : 8      | Schweden         | 6 : 4            | Bronze           |

### Eishockey

#### Jungen
| Kanada | Keven Bouchard, Adam Brooks, Ryan Burton, Josh Carrick, Eric Cornel, Jarrett Crossman, Reid Duke, Reid Gardiner, Ryan Gropp, Nicolas Hébert, Joseph Hicketts, Garrett James, Brycen Martin, Brendan Nickerson, Ryan Pilon, Sam Walsh, Nathan Yetman Trainer: Curtis Hunt |

Gruppenphase
| Pl. |                    | Sp | S | OTS | OTN | N | Tore  | Punkte |
| 1.  | Russland           | 4  | 3 | 0   | 0   | 1 | 25:09 | 9      |
| 2.  | Kanada             | 4  | 2 | 1   | 0   | 1 | 20:07 | 8      |
| 3.  | Finnland           | 4  | 2 | 0   | 1   | 1 | 13:11 | 7      |
| 4.  | Vereinigte Staaten | 4  | 2 | 0   | 0   | 2 | 14:18 | 6      |
| 5.  | Österreich         | 4  | 0 | 0   | 0   | 4 | 03:30 | 0      |

 Halbfinale 
| 20. Januar 2012 18:45 Uhr | Kanada | 1:2 (1:1, 0:0, 0:1) | Finnland | Tiroler Wasserkraft Arena, Innsbruck |

 Spiel um Platz 3 
| 21. Januar 2012 14:45 Uhr | Kanada | 7:5 (1:0, 0:0, 1:0) | Vereinigte Staaten | Tiroler Wasserkraft Arena, Innsbruck |

### Freestyle-Skiing

#### Halfpipe
| Athleten        | Wettbewerb | Qualifikation | Qualifikation | Finale       | Finale |
| Athleten        | Wettbewerb | Punkte        | Rang          | Punkte       | Rang   |
| --------------- | ---------- | ------------- | ------------- | ------------ | ------ |
| Jungen          |            |               |               |              |        |
| Aaron MacKay    | Halfpipe   | 72,25 Punkte  | 5             | 76,50 Punkte | 6      |
| Mädchen         |            |               |               |              |        |
| Shannon Gunning | Halfpipe   | 64,00 Punkte  | 4             | 62,00 Punkte | 4      |

#### Skicross
| Athleten      | Wettbewerb | Qualifikation | Qualifikation | Vorlauf  | Vorlauf  | Halbfinale | Finale   |
| Athleten      | Wettbewerb | Zeit          | Rang          | Punkte   | Rang     | Position   | Position |
| ------------- | ---------- | ------------- | ------------- | -------- | -------- | ---------- | -------- |
| Jungen        |            |               |               |          |          |            |          |
| Matt Herauf   | Skicross   | 57,34 s       | Bronze        | Abgesagt | Abgesagt | Abgesagt   | Abgesagt |
| Mädchen       |            |               |               |          |          |            |          |
| India Sherret | Skicross   | 1:00,21 min   | 4             | Abgesagt | Abgesagt | Abgesagt   | Abgesagt |

### Nordische Kombination
| Athleten      | Wettbewerb                    | Skispringen | Skispringen | Skispringen   | Langlauf    | Langlauf |
| Athleten      | Wettbewerb                    | Punkte      | Rang        | Zeitrückstand | Zeit        | Rang     |
| ------------- | ----------------------------- | ----------- | ----------- | ------------- | ----------- | -------- |
| Jungen        |                               |             |             |               |             |          |
| Nathaniel Mah | Normalschanze / 5 km Langlauf | 122,6       | 9           | 1:00 min      | 29:35,0 min | 11       |

### Rennrodeln
| Athleten       | Wettbewerb | Durchgang 1 | Durchgang 2 | Gesamt       | Gesamt |
| Athleten       | Wettbewerb | Zeit        | Zeit        | Zeit         | Rang   |
| -------------- | ---------- | ----------- | ----------- | ------------ | ------ |
| Jungen         |            |             |             |              |        |
| John Fenell    | Einsitzer  | 40,162 s    | 40,029 s    | 1:20,191 min | 7      |
| Mitchel Malyk  | Einsitzer  | 40,096 s    | 39,947 s    | 1:20,043 min | 5      |
| Mädchen        |            |             |             |              |        |
| Tara Disturnal | Einsitzer  | 40,793 s    | 40,903 s    | 1:21,696 min | 11     |

### Skeleton
| Athleten       | Durchgang 1 | Durchgang 2 | Gesamt      | Gesamt |
| Athleten       | Zeit        | Zeit        | Zeit        | Rang   |
| -------------- | ----------- | ----------- | ----------- | ------ |
| Jungen         |             |             |             |        |
| Corey Gillies  | 58,35 s     | 57,47 s     | 1:55,82 min | Bronze |
| Mädchen        |             |             |             |        |
| Carli Brockway | -           | 58,48 s     | 58,48 s     | Bronze |

### Ski Alpin
| Athleten       | Wettbewerb   | Durchgang 1 | Durchgang 2        | Gesamt             | Gesamt             |
| Athleten       | Wettbewerb   | Zeit        | Zeit               | Zeit               | Rang               |
| -------------- | ------------ | ----------- | ------------------ | ------------------ | ------------------ |
| Jungen         |              |             |                    |                    |                    |
| Martin Grasic  | Super-G      |             |                    | DSQ                | DSQ                |
| Martin Grasic  | Riesenslalom | DNF         | nicht qualifiziert | nicht qualifiziert | nicht qualifiziert |
| Martin Grasic  | Slalom       | 41,57 s     | 40,75 s            | 1:22,32 min        | 10                 |
| Martin Grasic  | Kombination  | 1:06,88 min | 39,49 s            | 1:46,37 min        | 20                 |
| Lambert Quezel | Super-G      |             |                    | 1:07,40 min        | 20                 |
| Lambert Quezel | Riesenslalom | 1:00,75 min | 56,66 s            | 1:57,41 min        | 16                 |
| Lambert Quezel | Slalom       | DNF         | nicht qualifiziert | nicht qualifiziert | nicht qualifiziert |
| Lambert Quezel | Kombination  | 1:05,96 min | 40,23 s            | 1:46,19 min        | 18                 |
| Mädchen        |              |             |                    |                    |                    |
| Roni Remme     | Super-G      |             |                    | DNF                | DNF                |
| Roni Remme     | Riesenslalom | 1:00,04 min | 1:00,03 min        | 2:00,07 min        | 15                 |
| Roni Remme     | Slalom       | 42,05 s     | 39,20 s            | 1:21,25 min        | Silber             |
| Roni Remme     | Kombination  | 1:06,37 min | 36,89 s            | 1:43,26 min        | 9                  |
| Mikaela Tommy  | Super-G      |             |                    | 1:07,06 min        | 11                 |
| Mikaela Tommy  | Riesenslalom | 57,69 s     | DNF                | -                  | -                  |
| Mikaela Tommy  | Slalom       | DNF         | nicht qualifiziert | nicht qualifiziert | nicht qualifiziert |
| Mikaela Tommy  | Kombination  | DNF         | nicht qualifiziert | nicht qualifiziert | nicht qualifiziert |

| Athleten                                              | Wettbewerb     | Achtelfinale     | Viertelfinale      | Halbfinale         | Finale             | Finale |
| Athleten                                              | Wettbewerb     | Ergebnis         | Ergebnis           | Ergebnis           | Ergebnis           | Rang   |
| ----------------------------------------------------- | -------------- | ---------------- | ------------------ | ------------------ | ------------------ | ------ |
| Gemischt                                              |                |                  |                    |                    |                    |        |
| Mikaela Tommy Martin Grasic Roni Remme Lambert Quezel | Teamwettbewerb | Österreich 0 – 4 | nicht qualifiziert | nicht qualifiziert | nicht qualifiziert |        |

### Skilanglauf
| Athleten            | Wettbewerb      | Qualifikation | Qualifikation | Viertelfinale | Viertelfinale | Halbfinale         | Halbfinale         | Finale             | Finale             |
| Athleten            | Wettbewerb      | Zeit          | Rang          | Zeit          | Rang          | Zeit               | Rang               | Zeit               | Rang               |
| ------------------- | --------------- | ------------- | ------------- | ------------- | ------------- | ------------------ | ------------------ | ------------------ | ------------------ |
| Jungen              |                 |               |               |               |               |                    |                    |                    |                    |
| Matthew Saurette    | 10 km klassisch |               |               |               |               |                    |                    | 32:55,8 min        | 29                 |
| Matthew Saurette    | Sprint          | 1:49,26 min   | 23            | 1:48,4 min    | 6             | nicht qualifiziert | nicht qualifiziert | nicht qualifiziert | nicht qualifiziert |
| Mädchen             |                 |               |               |               |               |                    |                    |                    |                    |
| Maya MacIsaac-Jones | 5 km klassisch  |               |               |               |               |                    |                    | 16:31,0 min        | 17                 |
| Maya MacIsaac-Jones | Sprint          | 2:01,99 min   | 15            | 2:01,3 min    | 1             | 2:02,4 min         | 4                  | nicht qualifiziert | nicht qualifiziert |

### Skispringen
| Athleten       | Wettbewerb    | Erste Runde | Erste Runde | Finale | Finale | Gesamt | Gesamt |
| Athleten       | Wettbewerb    | Weite       | Punkte      | Weite  | Punkte | Punkte | Rang   |
| -------------- | ------------- | ----------- | ----------- | ------ | ------ | ------ | ------ |
| Jungen         |               |             |             |        |        |        |        |
| Dusty Korek    | Normalschanze | 72,3 m      | 123,8       | 70,5 m | 117,0  | 240,8  | 8      |
| Mädchen        |               |             |             |        |        |        |        |
| Taylor Henrich | Normalschanze | 71,0 m      | 119,2       | 72,5 m | 123,3  | 242,5  | Silber |

| Athleten                                 | Wettbewerb               | Erste Runde | Zweite Runde | Gesamt | Gesamt |
| Athleten                                 | Wettbewerb               | Punkte      | Punkte       | Punkte | Rang   |
| ---------------------------------------- | ------------------------ | ----------- | ------------ | ------ | ------ |
| Gemischt                                 |                          |             |              |        |        |
| Taylor Henrich Nathaniel Mah Dusty Korek | Mixed-Team Normalschanze | 277,1       | 309,9        | 587,0  | Bronze |

### Snowboard

#### Halfpipe
| Athleten           | Wettbewerb | Qualifikation | Qualifikation | Qualifikation | Halbfinale   | Halbfinale   | Halbfinale | Finale             | Finale             | Finale             |
| Athleten           | Wettbewerb | Durchgang 1   | Durchgang 2   | Rang          | Durchgang 1  | Durchgang 2  | Rang       | Durchgang 1        | Durchgang 2        | Rang               |
| ------------------ | ---------- | ------------- | ------------- | ------------- | ------------ | ------------ | ---------- | ------------------ | ------------------ | ------------------ |
| Jungen             |            |               |               |               |              |              |            |                    |                    |                    |
| Michael Ciccarelli | Halfpipe   | 53,25 Punkte  | 78,75 Punkte  | 4             | 84,75 Punkte | 77,25 Punkte | 1          | 74,50 Punkte       | 84,00 Punkte       | 4                  |
| Mädchen            |            |               |               |               |              |              |            |                    |                    |                    |
| Audrey McManiman   | Halfpipe   | 51,50 Punkte  | 37,00 Punkte  | 7             | 64,25 Punkte | 34,00 Punkte | 4          | nicht qualifiziert | nicht qualifiziert | nicht qualifiziert |
| Quincy Korte-King  | Halfpipe   | 57,00 Punkte  | 59,00 Punkte  | 5             | 48,25 Punkte | 71,75 Punkte | 3          | 61,25 Punkte       | 69,75 Punkte       | 5                  |

#### Slopestyle
| Jungen             |            |              |              |    |                    |                    |                    |
| Michael Ciccarelli | Slopestyle | 86,50 Punkte | 90,75 Punkte | 1  | 85,75 Punkte       | 94,25 Punkte       | Gold               |
| Tyler Nicholson    | Slopestyle | 33,75 Punkte | 34,50 Punkte | 14 | nicht qualifiziert | nicht qualifiziert | nicht qualifiziert |
| Mädchen            |            |              |              |    |                    |                    |                    |
| Audrey McManiman   | Slopestyle | 83,00 Punkte | 30,00 Punkte | 1  | 84,25 Punkte       | 62,75 Punkte       | Gold               |
| Quincy Korte-King  | Slopestyle | 75,75 Punkte | 66,00 Punkte | 6  | 49,00 Punkte       | 51,50 Punkte       | 7                  |